# Liste des clochers-murs du Haut-Rhin
Cet article recense les édifices religieux du Haut-Rhin, en France, munis d'un clocher-mur.

## Liste

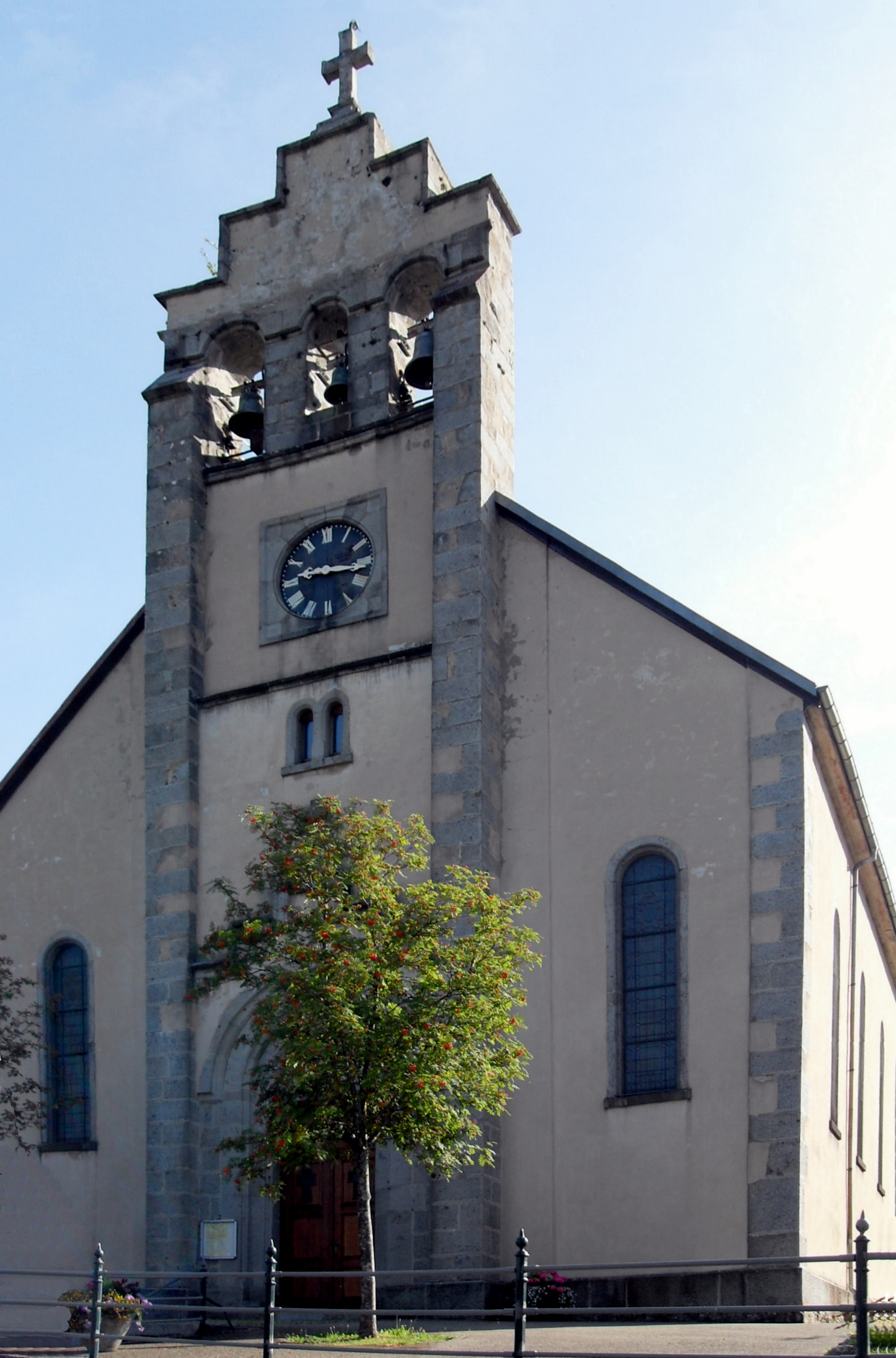
Geishouse

- Geishouse